# Schanze (Schmallenberg)

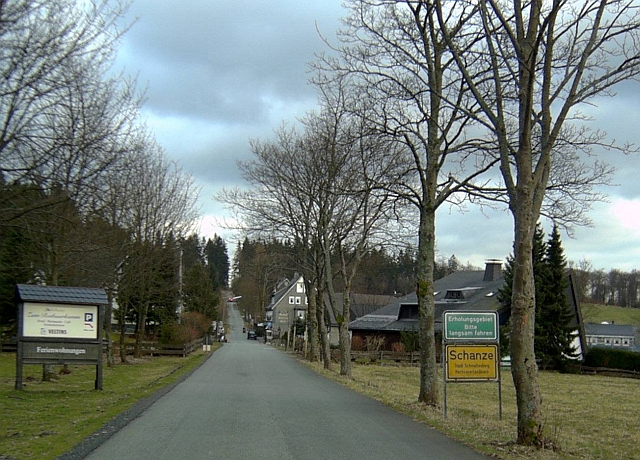
Nordwestliche Ortseinfahrt von Schanze an der Straße von Grafschaft

Schanze ist ein Ortsteil der Stadt Schmallenberg im nordrhein-westfälischen Hochsauerlandkreis.

## Geografie

### Lage
Schanze liegt etwas westlich vom Scheitel des Rothaarkamms, dem Hauptkamm des Rothaargebirges, im Naturpark Sauerland-Rothaargebirge. Der Ort befindet sich 6,5 km südöstlich der Schmallenberger Kernstadt und 3,7 km südöstlich des Schmallenberger Ortsteils Grafschaft auf 680 bis 732 m ü. NHN; die Ortsmitte liegt auf 715,9 m Höhe.

### Nachbarortschaften
Nachbarortschaften von Schanze sind: Oberkirchen und Lüttmecke im Norden, Vorwald im Nordosten, Girkhausen (jenseits des Rotkaarkamms) im Ostsüdosten, Kühhude im Südosten, Latrop im Südwesten, Grafschaft im Westnordwesten und Almert im Nordwesten.

## Geschichte

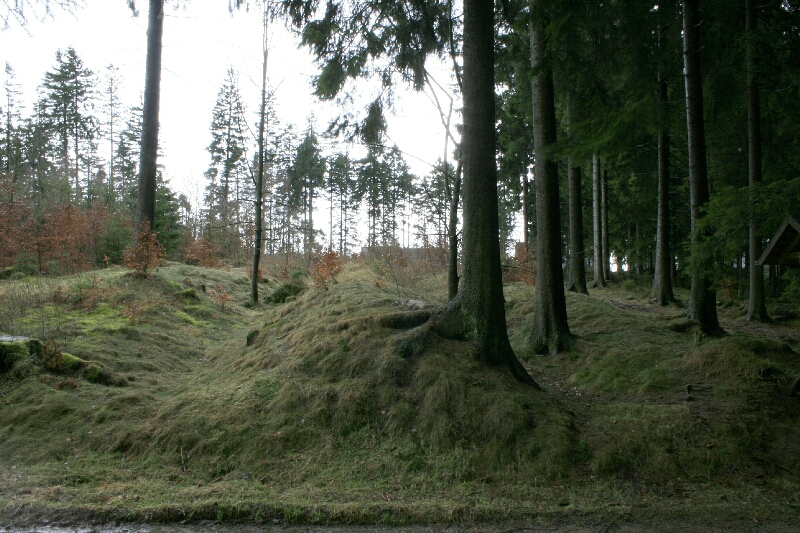
Wegesperre: mittelalterliche Landwehr; Erdwälle oberhalb von Schanze

Der Name Schanze kommt von der mittelalterlichen Landwehr Wegesperre, die 1737 die „Langenscheider Schantz“ genannt wurde. Landwehren bestanden meist aus einem einfachen Graben hinter dem sich ein aus dem Grabenaushub geschaffener Erdwall befand. Auf den Wall pflanzte man ein Hecke, welche in Manneshöhe abgeknickt wurde. Die abgeknickten Äste wurden verflochten und zum erneuten Ausschlagen in den Boden gesteckt. So entstand eine undurchdringliche lebende Hecke. Daher auch der Name Knick oder Gnick für eine Landwehr. Landwehren spielten eine Rolle als Grenzbefestigung bestimmter Rechtsbezirke.
Die bei Schanze befindlichen Erdwälle der als Kulturdenkmal ausgewiesenen Wegesperre dienten der Kontrolle einer Straßenführung vom kurkölnischen Sauerland nach Siegen/Nassau. Teile davon sind heute noch vorhanden. Die Schanze reichte vom steilen Siepen des Grubentales über die Bergkuppe ins gegenüberliegende Tal der Hartmecke. Eine weitere Schanze befindet sich unterhalb des Ortes vom Siepen der Latrop über die Bergkuppe zum Siepen der Grafschaft. Eine alte Flurbezeichnung oberhalb von Schanze, Bauernschlag, erinnert noch an den Grenzdurchgang mit Schlagbaum. Die Befestigung ist für den im Bereich der Wüstung „Uelmke“ neu entstandenen Ort namengebend geworden.
Schanze gehörte bis zur kommunalen Neugliederung zur Gemeinde Grafschaft. Seit dem 1. Januar 1975 ist es ein Ortsteil der Stadt Schmallenberg.
Bis ins 20. Jahrhundert lebten die Einwohner von Schanze (damals auch „Ulmecke“ genannt) von der Landwirtschaft und der Kohlenbrennerei. Heute ist der Weiler ein bekannter Wander- und Wintersportort.

## Religion

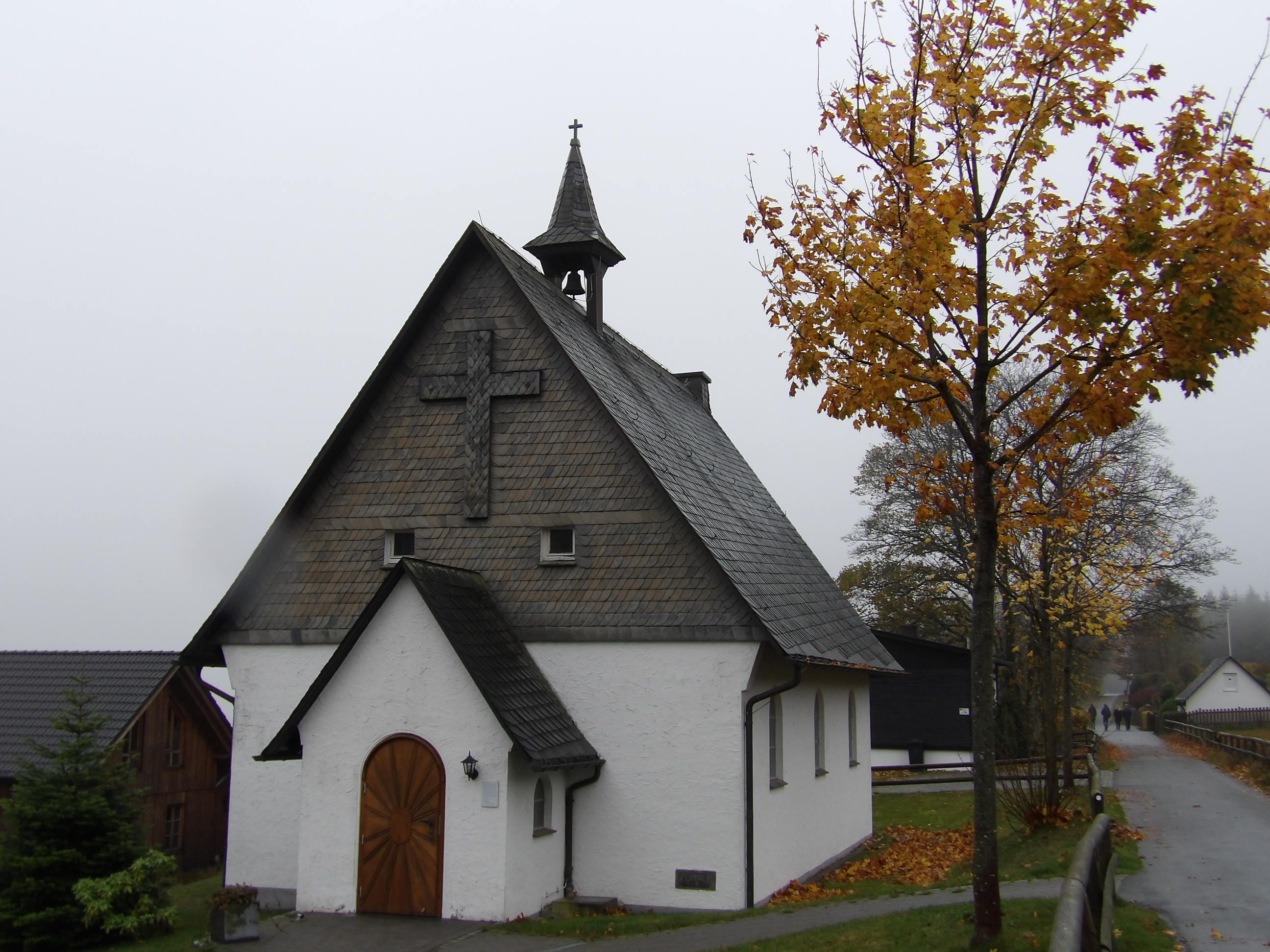
Kapelle St. Bonifatius

Die Bevölkerung ist überwiegend katholisch. Im Ort befindet sich die Kapelle St. Bonifatius. Die Kapelle gehört zur Kirchengemeinde St. Georg Grafschaft, wurde in  der Zeit von 1955 bis 1958 errichtet und am 11. Januar 1959 geweiht.

## Sehenswürdigkeiten und Freizeit
Sehenswert in Schanze ist das denkmalgeschützte ehemaliges Forsthaus. Der Weiler liegt an der Talvariante des Rothaarsteigs und am Waldskulpturenweg; an letzteren ist der Kyrillpfad Schanze angegliedert, der die Zerstörung des Waldes durch den Orkan Kyrill (2007) anschaulich machen soll.

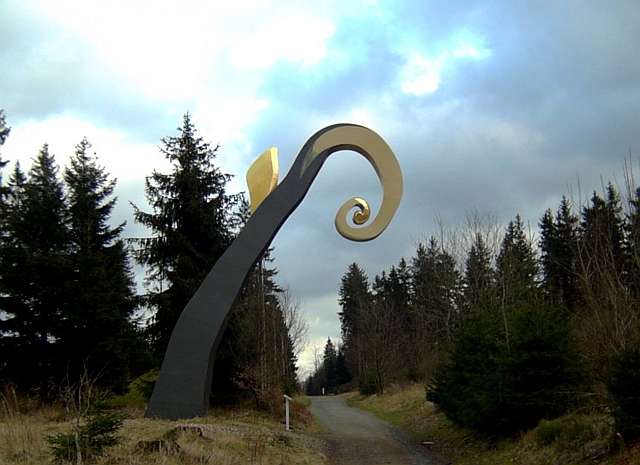
Skulptur Krummstab am Waldskulpturenweg bei Schanze
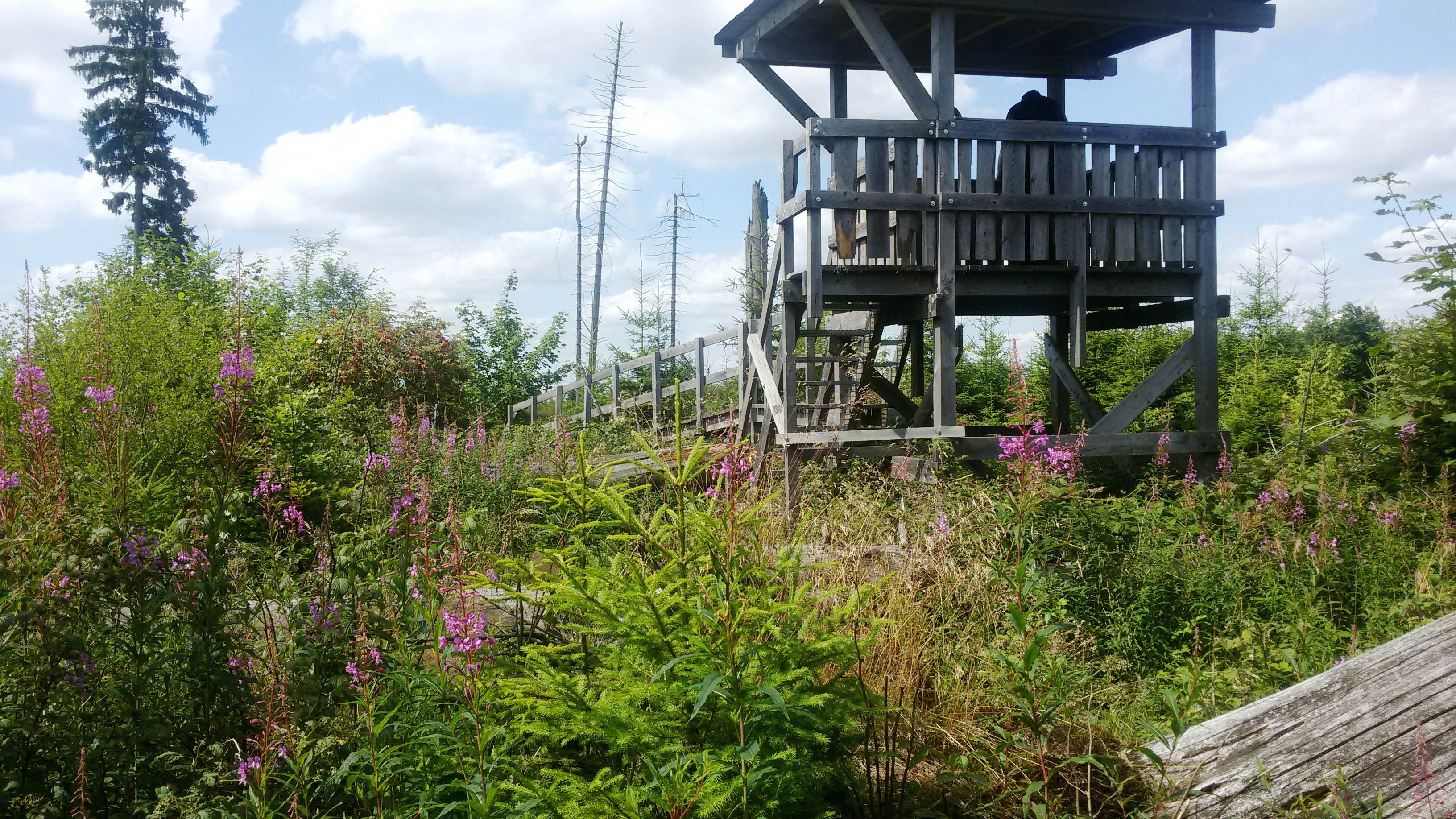
Aussichtsplattform am Kyrillpfad
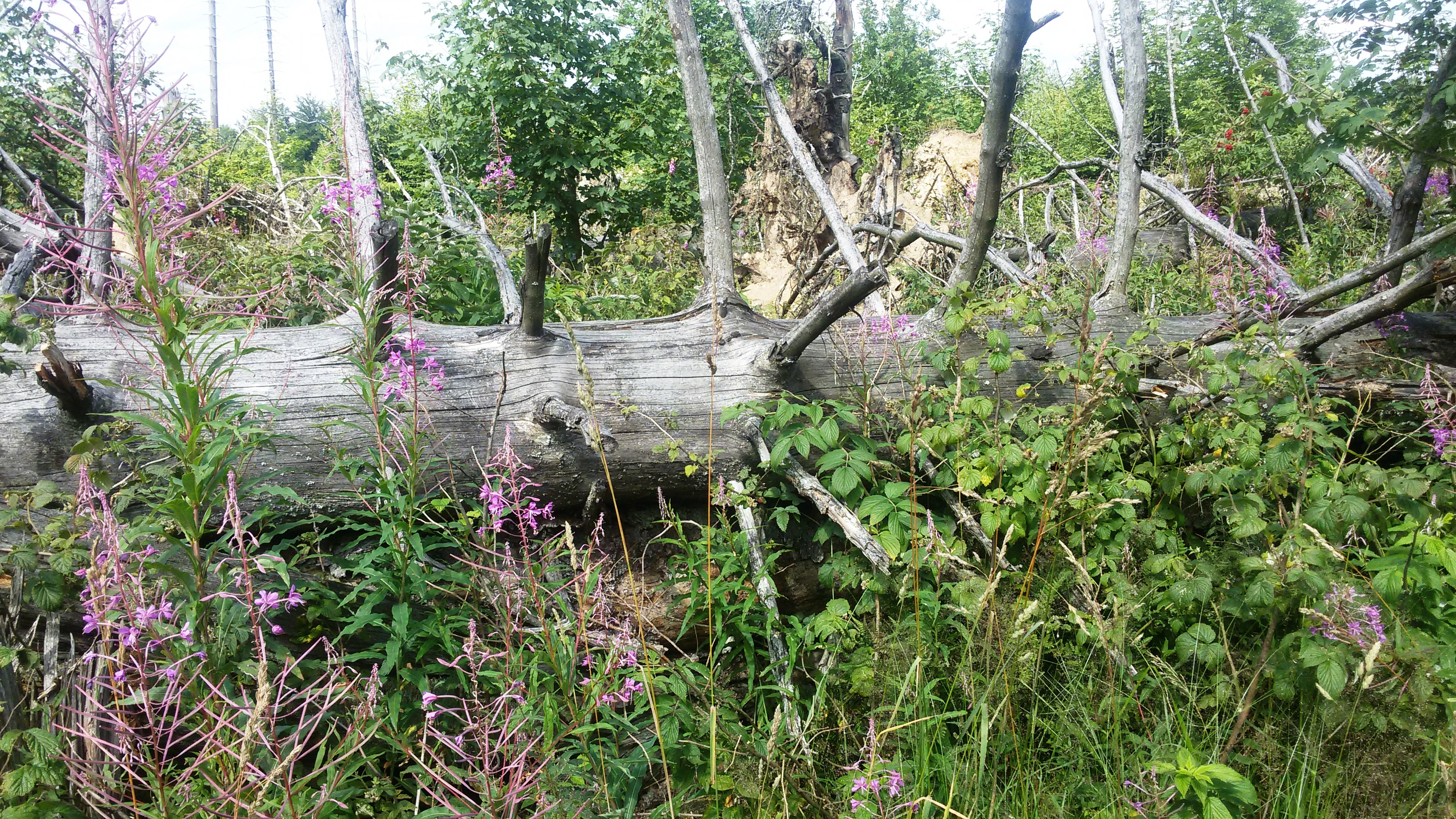
Vegetation 10 Jahre nach Kyrill
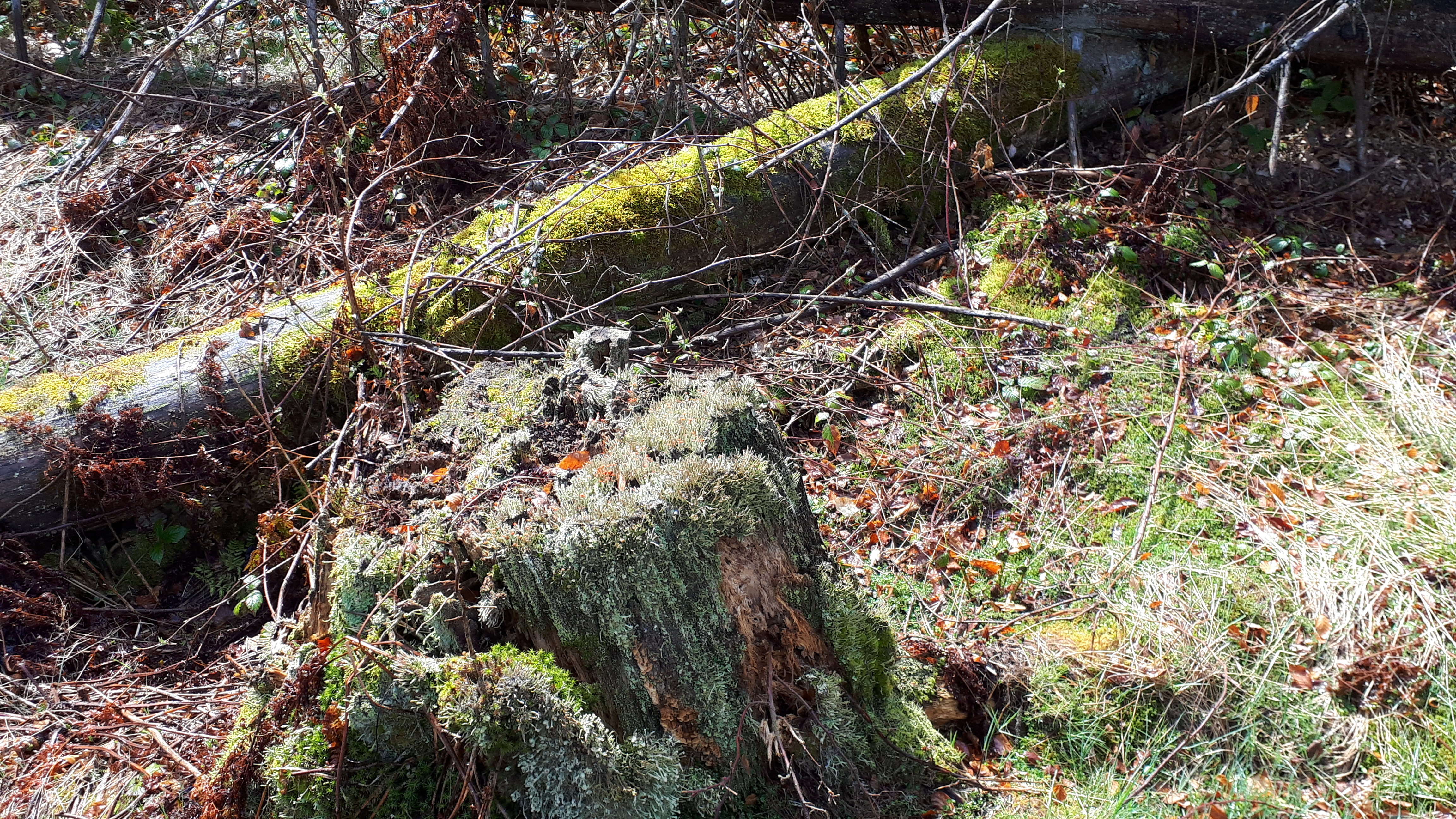
Vegetation 14 Jahre nach Kyrill

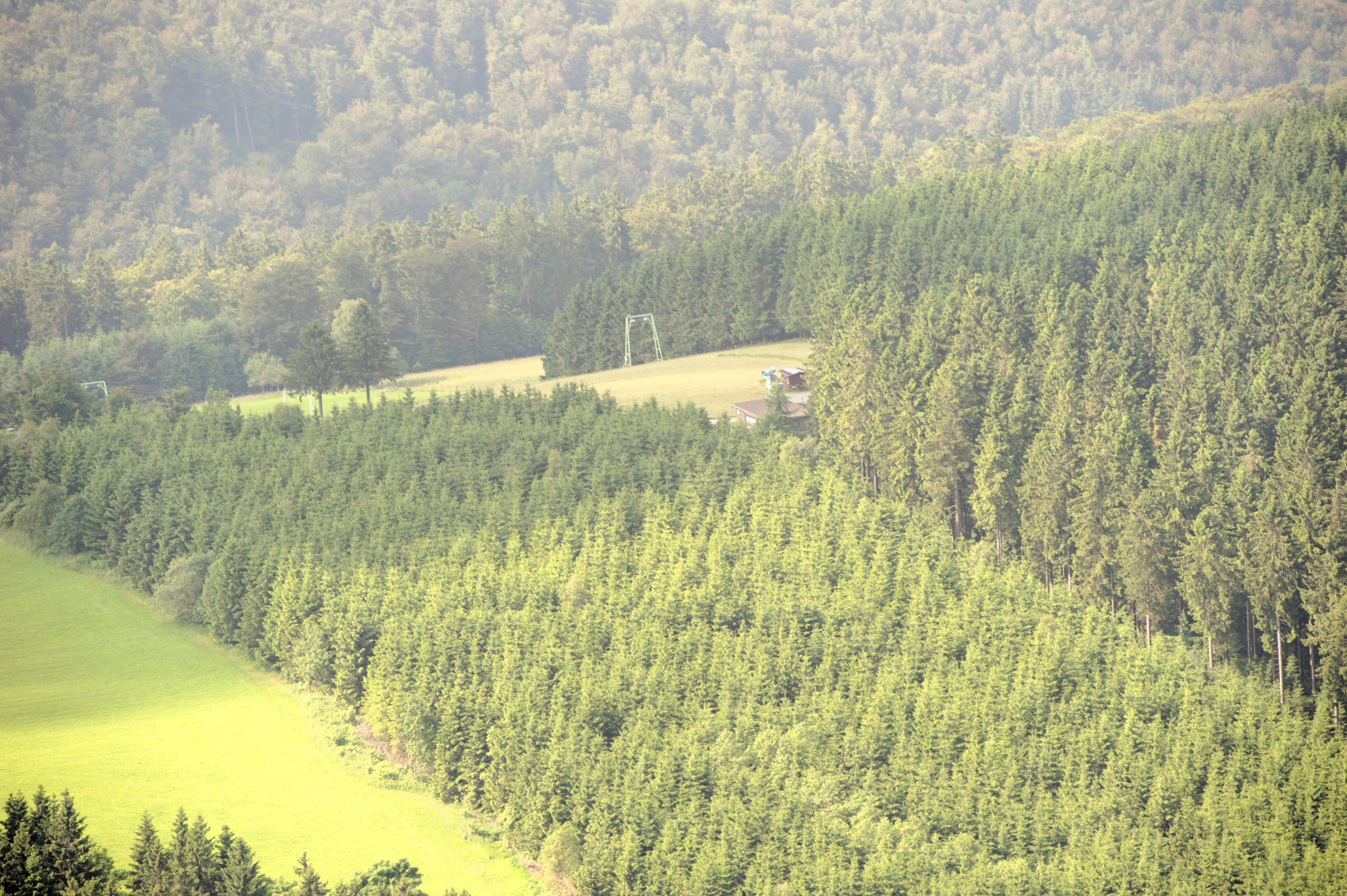
Skilift in Schanze (Luftbild)

Westlich von Schanze gibt es einen 550 m langen Ankerlift mit Skipiste. Rund um den Weiler gibt es ein weitläufiges und naturbelassenes Loipennetz mit insgesamt 38 km Langlaufloipen; vier Loipen mit unterschiedlichen Schwierigkeitsgraden werden für Anfänger und Profis gespurt.